# Zhangjiakou
Zhangjiakou (forenklet kinesisk: 张家口; traditionel kinesisk: 張家口; pinyin: Zhāngjiākǒu; Wade-Giles: Chāng-chiā-k'ǒu) er by på præfekturniveau i provinsen Hebei i Folkerepublikken Kina. Befolkningen er på 4,3 millioner mennesker, og det har et areal på 36,947 km2. 
Zhangjiakou var kendt blandt europæerne under navnet Kalgan frem til midten af 1900-tallet, forvansket fra хаапга/khaapga: mongolsk for port.

## Økonomi, uddannelse
Området omkring og særlig vest for Zhangjiakou er rigt på kul og jernmalm, og dette har ført til en stor jern- og stålindustri i byen. Men ved siden af den metallurgiske industri er byen også hjemsted for en af Fastlandskinas vigtigste vinindustrier; Et af landets mest kendte vinmerker, Great Wall Wine, har sit hovedkvarter i Shacheng (沙城镇) i amtet Huailai.
Zhangjiakou er hjemsted for Hebei Nord-universitetet.
I byen ligger også energiproducenterne Zhangjiakou kulkraftverk og Xiahuayuan kulkraftverk, som leverer elektricitet til kraftnettet i Beijing-Tianjin-Tangshan-området.

## Administrative enheder
Bypræfekturet Zhangjiakou har jurisdiktion over 4 distrikter (区 qū) og 13 amter (县 xiàn).
| Kort                  | Kort       | Kort     | Kort          | Kort                   | Kort        | Kort      |
| --------------------- | ---------- | -------- | ------------- | ---------------------- | ----------- | --------- |
| Kort over Zhangjiakou |            |          |               |                        |             |           |
| #                     | Navn       | Hanzi    | Pinyin        | Befolkning (2004 est.) | Areal (km²) | Indb./km² |
| Distrikter            |            |          |               |                        |             |           |
| 1                     | Qiaoxi     | 桥西区   | Qiáoxī Qū     | 230 000                | 141         | 1 631     |
| 2                     | Qiaodong   | 桥东区   | Qiáodōng Qū   | 260 000                | 113         | 2 301     |
| 3                     | Xuanhua    | 宣化区   | Xuānhuà Qū    | 290 000                | 276         | 1 051     |
| 4                     | Xiahuayuan | 下花园区 | Xiàhuāyuán Qū | 70 000                 | 315         | 222       |
| Amter                 |            |          |               |                        |             |           |
| 5                     | Xuanhua    | 宣化县   | Xuānhuà Xiàn  | 300 000                | 2 095       | 143       |
| 6                     | Zhangbei   | 张北县   | Zhāngběi Xiàn | 370 000                | 4 232       | 87        |
| 7                     | Kangbao    | 康保县   | Kāngbǎo Xiàn  | 280 000                | 3 365       | 83        |
| 8                     | Guyuan     | 沽源县   | Gūyuán Xiàn   | 230 000                | 3 601       | 64        |
| 9                     | Shangyi    | 尚义县   | Shàngyì Xiàn  | 190 000                | 2 621       | 72        |
| 10                    | Yu         | 蔚县     | Yù Xiàn       | 460 000                | 3 216       | 143       |
| 11                    | Yangyuan   | 阳原县   | Yángyuán Xiàn | 280 000                | 1 834       | 153       |
| 12                    | Huai'an    | 怀安县   | Huái'ān Xiàn  | 250 000                | 1 706       | 147       |
| 13                    | Wanquan    | 万全县   | Wànquán Xiàn  | 220 000                | 1 158       | 190       |
| 14                    | Huailai    | 怀来县   | Huáilái Xiàn  | 340 000                | 1 793       | 190       |
| 15                    | Zhuolu     | 涿鹿县   | Zhuōlù Xiàn   | 330 000                | 2 799       | 118       |
| 16                    | Chicheng   | 赤城县   | Chìchéng Xiàn | 280 000                | 5 238       | 53        |
| 17                    | Chongli    | 崇礼县   | Chónglǐ Xiàn  | 120 000                | 2 326       | 52        |

## Historie
Zhangjiakou var under hele sin lange historie en militær forpost for Beijing, og blev af og til kaldt hovedstadens nordlige port. Her førte en vigtig trafikkåre gennem passet Juyongguan til byen Datong og til den mongolske slette, og den kunne være en angrebsakse for mongolske og andre angribere i nordvest. Af denne grund blev den kinesiske mur fordoblet her på Ming-dynastiets tid. Den såkaldte indre mur løb fra Juyongguan syd for Zhangjiakou og ned til den Gule Flod. Den nordligere ydre mur løb fra Juyongguan mod Zhangjiakou og Datong. Ved den Gule Flod blev den genforenet med den indre mur.
Enkekejserinde Cixi kom her under sin flugt fra ottenationsalliancen under bokseroprøret i 1900. Hun drog senere videre, men ikke uden at have navngivet et nærliggende bjerg: Jimingshan, «den galende hanes bjerg». 
Zhangjiakou var et vigtigt sted langs karavanevejen fra Beijing til Ulaanbaatar. Men den tabte meget af sin betydning da den transsibiriske jernbane blev åbnet i 1905. Den udkonkurrerede den såkaldte sibirske rute, eller tevejen, fra Kina til Europa.
I 1928 blev Zhangjiakou hovedstad for provinsen Chahar og 1937 for den japanske satellitstat Mengjiang. Tidlig under den anden sino-japanske krig blev byen indtaget af japanske styrker som ønskede at kontrollere transportvejene fra de store kulfelter i området mod vest.
De japanske tropper blev efterhånden jaget væk af Kuomintang, før de kinesiske kommunister kom til magten. De opløste provinsen Chahar i 1952, og overførte området omkring Zhangjiakou til provinsen Hebei.

## Trafik
Kinas rigsvej 110 løber gennem området. Den begynder i Beijing og passerer gennem Zhangjiakou, Jining, Hohhot og Baotou til den ender i Yinchuan i den autonome region Ningxia Hui. 
Kinas rigsvej 207 løber gennem præfekturet. Denne vigtige trafikåre begynder i Xilinhot i Indre Mongoliet nær grænsen til Mongoliet, løber mod syd og ender i Hai'an, en by som ligger i Xuwen amt, mod syd på Leizhouhalvøen i provinsen Guangdong.
40°49′N 114°53′Ø / 40.817°N 114.883°Ø